# ورقة باسفيلد البيضاء
ورقة باسفيلد البيضاء (بالإنجليزية: Passfield White Paper)‏، صدرت في 20 أكتوبر 1930، من قبل الكولونيل السكرتير الاستعماري اللورد سيدني ويب، هي بيان رسمي للسياسة البريطانية في فلسطين، والتي أصدرت قبلها ورقة تشرشل البيضاء عام 1922. جاء البيان الجديد بناءاً على تحقيق هوب سيمبسون حول الأسباب الكامنة وراء الثورات الفلسطينية 1929، والتي بدأت احتجاجاً على اقتحام حائط البراق. تقصر الورقة البيضاء من الهجرة اليهودية الرسمية بدرجة أكبر بكثير.

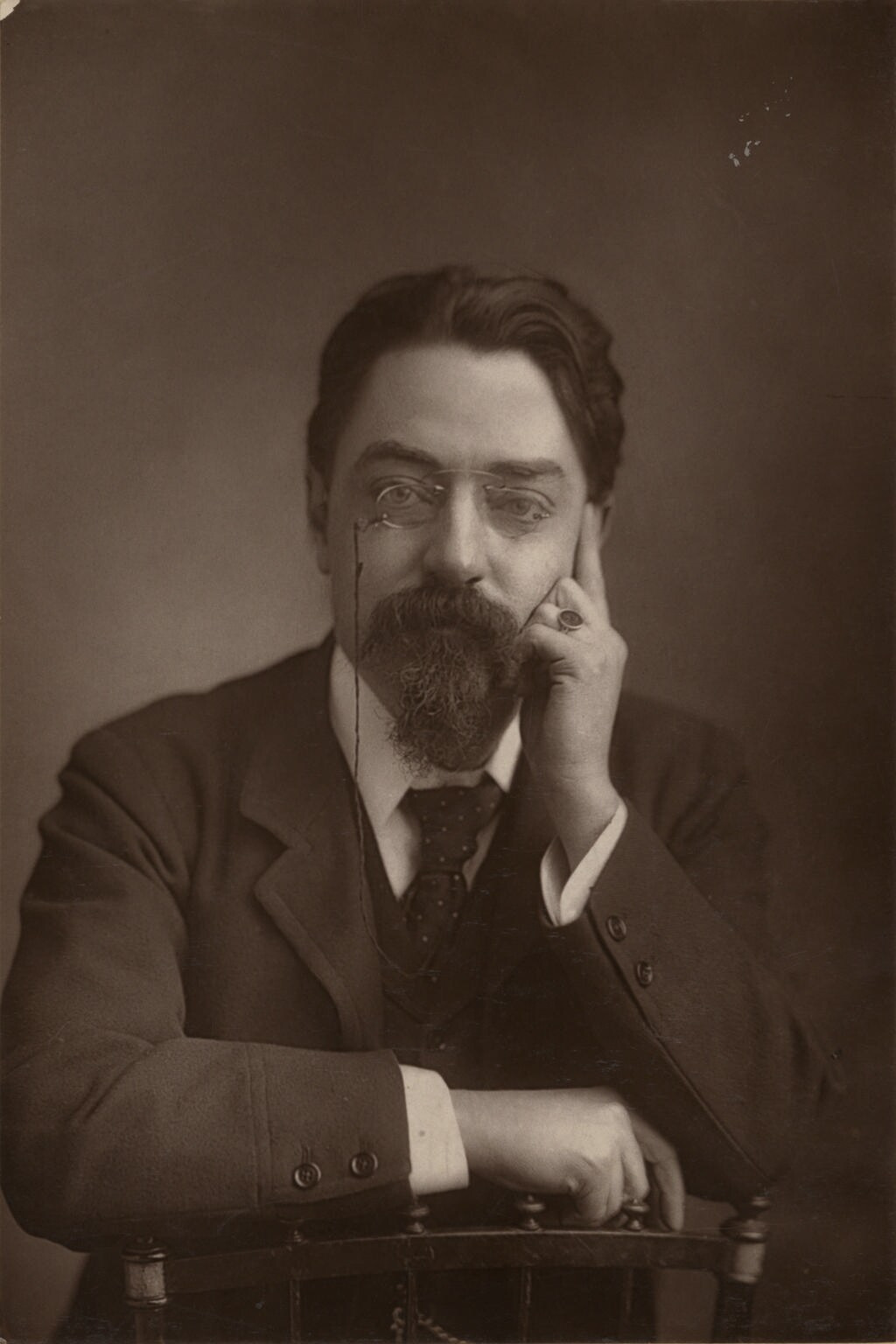
اللورد باسفيلد

كانت الورقة الورقة معادية للصهيونية بشكل كبير حيث أن عدد من مؤسساتها كانت محل نقد من جهات مختلفة، ومنها الهستدروت (الاتحاد العام للعمل) والوكالة اليهودية، والتي زادت من البطالة اليهودية للعمال اليهود فقط، ومن ثم دعمت طرد العرب من الأراضي المشتراة، من الذين كان يعمل معظمهم في ظل نظام المزارع المستأجرة. مثل تقرير هوپ-سيمپسون، وجدت ورقة پاس‌فيلد البيضاء أن هذه السياسة الصهيونية تضر بالتنمية الاقتصادية للسكان العرب. وتوصلت إلى أن الهجرة اليهودية إلى فلسطين كانت تستولي على الأراضي من الفلاحين العرب؛ ويجب أن يتم وضع قيود على مبيعات الأراضي للمستوطنين اليهود في المستقبل، وأنه يجب وضع مستويات البطالة العربية في الحسبان عند النظر لمستويات الهجرة اليهودية المسموح بها إلى فلسطين. علاوة على ذلك، ينبغي تشكيل مجلس تشريعي والذي سيكون ممثلاً للأغلبية العربية من السكان. دعماً للقصور المتوقع في الأراضي في فلسطين، زعمت بياتريس وب زوجة باسفيلد أنه «لا توجد غرفة لأرجحة قطة» هناك.
زعم الصهاينة أنها تعتبر تراجعاً عن ما شعروا به من خلال الالتزامات الواردة في وعد بلفور، وإذا ما تم تنفيذها، فسوف تحد من الهجرة اليهودية إلى فلسطين. خلافاً لهذه الادعاءات، فقد أعلنت الورقة البيضاء أن تنمية الوطن القومي اليهودي في فلسطين في الحسبان، والذي سيتمتع بالدعم المستمر، لكنه لن يكون مركزاً لحكومة الانتداب. أعلنت الورقة عن عزم بريطانيا الوفاء بالتزامتها تجاه كلاً من العرب واليهود، وأنها ستعمل على تسوية أي نزاعات يمكن أن تندلع نتيجة لاحتياجات كل منهما.

## إلغاء الورقة
شنت المنظمات الصهيونية العالمية حملة شرسة ضد الوثيقة. في بريطانيا دفعت برئيس الوزراء البريطاني رامزي ماكدونالد لاصدار توضيح للورقة البيضاء أمام مجلس العموم وفي رسالة أرسلها لاحقاً إلى حاييم وايزمان عام 1931 (انظر أدناه) المعروفة باسم رسالة مكدونالد.
هدفت ورقة مكدونالد لاسترضاء الصهاينة بينما تسبب الإزعاج للعرب نوعاً ما. عندما اعتبر الكثير من الصهاينة الرسالة بمثابة سحب للورقة البيضاء، أصبح العرب يطلقون عليها 'الورقة السوداء'. حدث هذا بالرغم من أن رئيس الوزراء قال في البرلمان يوم 11 فبراير 1931 أنه كان «ليس لديه الرغبة بالمرة في إعطاء الرسالة نفس حالة الوثيقة المهيمنة» أي ورقة پاس‌فيلد البيضاء. أعلنت الرسالة نفسها أنها تهدف إلى توفير العدالة إلى «القطاعات غير اليهودية في المجتمع». من خلال التأكيد على أن سياسة الانتداب البريطاني في فلسطين مستمرة في دعم الهجرة اليهودية، فقد ألغت الرسالة في الواقع بعض الآثار المترتبة على الورقة البيضاء وسهلت زيادة الهجرة خلال نمو مناهضة السامية في أوروبا في الثلاثينيات.

## وصلات خارجية
- Hymanson, Albert M.  [لغات أخرى]‏ (1942) Palestine: A Policy. London: Methuene.
- Shapira, Anita (2014). Ben-Gurion – Father of Modern Israel. New Haven and London: Yale University Press. (ردمك 978-0-300-18045-9).
- المكتبة الافتراضية اليهودية، ورقة باسفيلد البيضاء.